# Plavokljuni guan
Plavokljuni guan (lat. Aburria aburri) je vrsta ptice iz roda Aburria, porodice Cracidae. Prilično je velika ptica, crne je boje, te ima plavi kljun s crnim vrhom. Teška je 1190-1550 grama, dok je duga 72.5-77.5 centimetara.
Živi u Kolumbiji, Ekvadoru, Peruu i Venecueli. Prirodna staništa su joj suptropske i tropske vlažne nizinske i planinske šume. Prilično je stidljiva ptica. Kao i mnoge tropske šumske ptice, češće se može čuti nego vidjeti. Ugrožena je zbog gubitka staništa.